# Junji Ito
Junji Ito (em japonês: 伊藤 潤二; romaniz.: Itō Junji; Gifu, 31 de julho de 1963) é um mangaká japonês, especialista em histórias de horror.
Alguns de seus trabalhos mais notáveis incluem Tomie, uma série que narra uma garota imortal que leva seus admiradores à loucura; Uzumaki, uma série de três volumes sobre uma cidade assombrada pela entidade sobrenatural da espiral; e Gyo, uma história de dois volumes onde os peixes são controlados por uma cepa de bactérias sencientes denominada "fedor de morte". Seus outros trabalhos estão reunidos em The Junji Ito Horror Comic Collection, uma coletânea composta de dezesseis volumes com histórias curtas nas quais ocasionalmente surge um personagem nomeado de Souichi e sua família, e Junji Ito's Cat Diary: Yon & Mu, a história sobre um casal que se muda para um novo lar com seus gatos.

## Biografia
Junji Ito nasceu em Gifu, Japão, em 1963. Atualmente, vive em Chiba. Ele foi inspirado desde muito novo por suas irmãs desenhistas e o trabalho de Kazuo Umezu e Shinichi Koga. Cresceu no campo, numa cidade ao lado de Nagano, em sua casa, onde ele morava o banheiro ficava no fim de um túnel e era morada de insetos como grilos, além de aranhas e isso influenciou Ito em seus futuros contos. 
Desenhava e escrevia mangás como um hobby para passar o tempo, trabalhava na área de odontologia como técnico na década de 80, por volta de 1984. Em 1987 enviou um conto para a Monthly Halloween e ganhou uma menção honrosa no Kazuo Umezu Prize, onde Kazuo Umezu estava presente como um dos juízes. O conto enviado seria futuramente o primeiro trabalho de Ito, Tomie. Junji Ito seria originalmente um colaborador de Silent Hill, porém o projeto foi cancelado após um ano pela Konami, proprietária do videogame. 

## Trabalhos
- The Junji Ito Horror Comic Collection
  - Volume 1 e 2: Tomie (富江)
  - Volume 3: Flesh-Colored Horror (肉色の怪 Nikuiro no Kai)
  - Volume 4: The Face Burglar (顔泥棒 Kao Dorobō)
  - Volume 5: Souichi's Diary of Delights (双一の楽しい日記 Souichi no Tanoshi i Nikki)
  - Volume 6: Souichi's Diary of Curses (双一の呪い日記 Souichi no Noroi no Nikki)
  - Volume 7: Slug Girl (なめくじの少女 Namekuji Shōjo)
  - Volume 8: Blood-bubble Bushes (血玉樹 Chi Tamaki)
  - Volume 9: Hallucinations (首幻想 Kubi Gensō)
  - Volume 10: House of the Marionettes (あやつりの屋敷 Ayatsuri Yashiki)
  - Volume 11: The Town Without Streets (道のない街 Michi no Nai Michi)
  - Volume 12: The Bully (いじめっ娘 Ijime Musume)
  - Volume 13: The Circus is Here (サーカスが来た Circus ga Kita)
  - Volume 14: The Story of the Mysterious Tunnel (トンネル奇譚 Ton'neru Kitan)
  - Volume 15: Lovesick Dead  (死びとの恋わずらい Shibito no Koiwazurai)
  - Volume 16: Frankenstein (フランケンシュタイン Furankenshutain)
- Museum of Terror (恐怖博物館 Kyōfu Hakubutsukan)
  - Volume 1 e 2: Tomie (富江)
  - Volume 3: The Long Hair in the Attic (屋根裏の長い髪 Yaneura no nagai kami)
  - Volume 4: Kakashi (案山子)
  - Volume 5: Rojiura (路地裏)
  - Volume 6: Sōichi no katte na noroi (双一の勝手な呪い)
  - Volume 7: Umeku haisuikan (うめく配水管)
  - Volume 8: Shirosunamura chitan (白砂村血譚)
  - Volume 9: Oshikiri idan (押切異談&フランケンシュタイン)
  - Volume 10: Shibito no Koi Wazurai (死びとの恋わずらい)
- Uzumaki (うずまき)
- Gyo (ギョ)
  - The Sad Tale of the Principal Post (大黒柱悲話)
  - The Enigma of Amigara Fault (阿弥殻断層の怪 Amigara Dansō no Kai)
- Mimi no Kaidan (ミミの怪談)
- Voices in the Dark (闇の声 Yami no Koe)
- New Voices in the Dark' (新・闇の声 潰談 Shin Yami no Koe Kaidan)
- Remina (地獄星レミナ Jigokusei Remina)
  - Army of One (アーミーオブワン)
- Cat Diary: Yon & Mu (猫日記 よん&むー Neko Nikki Yon to Mū)
- Black Paradox (ブラックパラドクス Burakku Paradokusu)
  - Licking Woman (女性をなめる)
  - Mystery Pavilion (ミステリーパビリオン)
- Yuukoku no Rasputin (憂国のラスプーチン)
- Dissolving Classroom (溶解教室 Yōkai Kyoushitsu)
- Fragments of Horror (魔の断片 Ma no Kakera)
- Shiver (震える Furueru)
- Smashed (こわされた)
- No Longer Human (人間失格 Ningen Shikkaku)
- Disturbing Zone (不穏なゾーン Genkai Chitai)

## No Brasil

### Publicados
| Título                                                                  | Volumes | Ano  | Editora          |
| ----------------------------------------------------------------------- | ------- | ---- | ---------------- |
| Uzumaki                                                                 | 3       | 2006 | Conrad           |
| Fragmentos do Horror                                                    | 1       | 2017 | Darkside Books   |
| Uzumaki                                                                 | 1       | 2018 | Devir            |
| Tomie                                                                   | 2       | 2021 | Pipoca & Nanquim |
| Gyo                                                                     | 1       | 2021 | Devir            |
| Frankenstein                                                            | 1       | 2021 | Pipoca & Nanquim |
| A Sala de Aula que Derreteu                                             | 1       | 2021 | Pipoca & Nanquim |
| Calafrios                                                               | 1       | 2022 | Pipoca & Nanquim |
| Vênus Invisivel                                                         | 1       | 2022 | Devir            |
| Contos de Horror da Mimi                                                | 1       | 2022 | Darkside Books   |
| As Egocêntricas Maldições de Souichi                                    | 1       | 2022 | Pipoca & Nanquim |
| Diário dos Gatos: Yon & Mu                                              | 1       | 2022 | JBC              |
| Sensor                                                                  | 1       | 2022 | Pipoca & Nanquim |
| Dismorfos                                                               | 1       | 2023 | Pipoca & Nanquim |
| Contos Esmagadores                                                      | 1       | 2023 | Pipoca & Nanquim |
| Mortos de Amor                                                          | 1       | 2023 | Pipoca & Nanquim |
| Morada do Desertor                                                      | 1       | 2023 | Pipoca & Nanquim |
| O Encanamento que Geme                                                  | 1       | 2023 | Pipoca & Nanquim |
| As Esculturas sem Cabeça                                                | 1       | 2023 | Pipoca & Nanquim |
| Cidade das Lápides                                                      | 1       | 2023 | Pipoca & Nanquim |
| O Beco                                                                  | 1       | 2023 | Pipoca & Nanquim |
| Zona Fantasma                                                           | 1       | 2023 | Pipoca & Nanquim |
| Nas Montanhas do Terror                                                 | 1       | 2023 | Conrad           |
| Declínio de Um Homem                                                    | 1       | 2023 | JBC              |
| Black Paradox                                                           | 1       | 2023 | JBC              |
| Planeta Demoníaco Remina                                                | 1       | 2024 | Devir            |
| Buracos da Estranheza: 35 Anos da Carreira de Junji Ito (autobiografia) | 1       | 2024 | Pipoca & Nanquim |